# 孔塔米讷萨尔赞
孔塔米讷萨尔赞（法語：Contamine-Sarzin，法語發音：[kɔ̃tamin saʁzɛ̃]）是法国上萨瓦省的一个市镇，位于该省西部，属于圣于连昂热讷瓦区。

## 地理
孔塔米讷萨尔赞（46°1'28"N, 5°58'56"E）面积6.86 平方千米，位于法国奥弗涅-罗讷-阿尔卑斯大区上萨瓦省，该省份为法国东部省份，历史上为薩伏依的一部分，北与瑞士接壤，西接安省，南至萨瓦省，东与瑞士和意大利接壤。
与孔塔米讷萨尔赞接壤的市镇（或旧市镇、城区）包括：肖蒙、希伊、曼济耶、米谢日、萨勒诺沃。
孔塔米讷萨尔赞的时区为UTC+01:00、UTC+02:00（夏令时）。

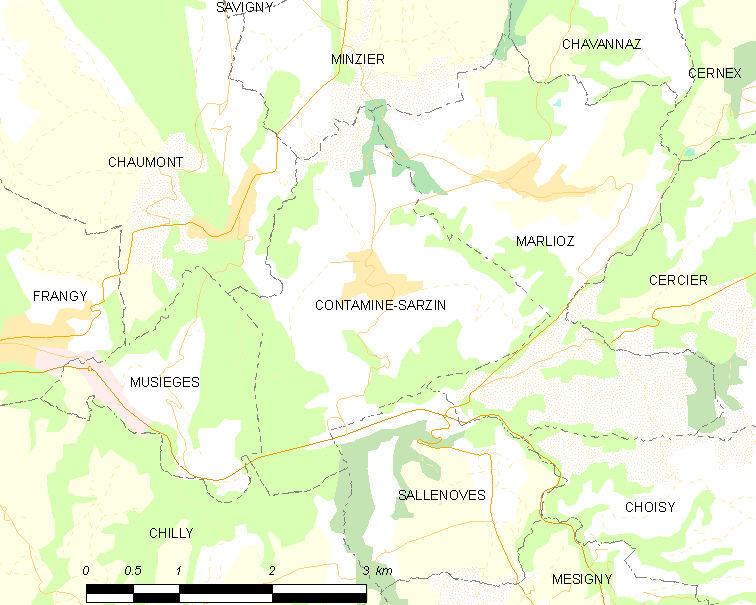
孔塔米讷萨尔赞的OSM定位图

## 行政
孔塔米讷萨尔赞的邮政编码为74270，INSEE市镇编码为74086。

## 政治
孔塔米讷萨尔赞所属的省级选区为圣于连昂热讷瓦县。

## 交通
上萨瓦省省道D123线和D1508线经过境内。

## 人口

1962-2008年间孔塔米讷萨尔赞人口变化图示

孔塔米讷萨尔赞于2022年1月1日时的人口数量为737人。